# Радиогорка (мыс)
Мыс Радиогорка — приморский мыс на северной стороне Севастополя. Разделяет Константиновскую бухту и бухту Матюшенко. Южная оконечность одноименного холма.

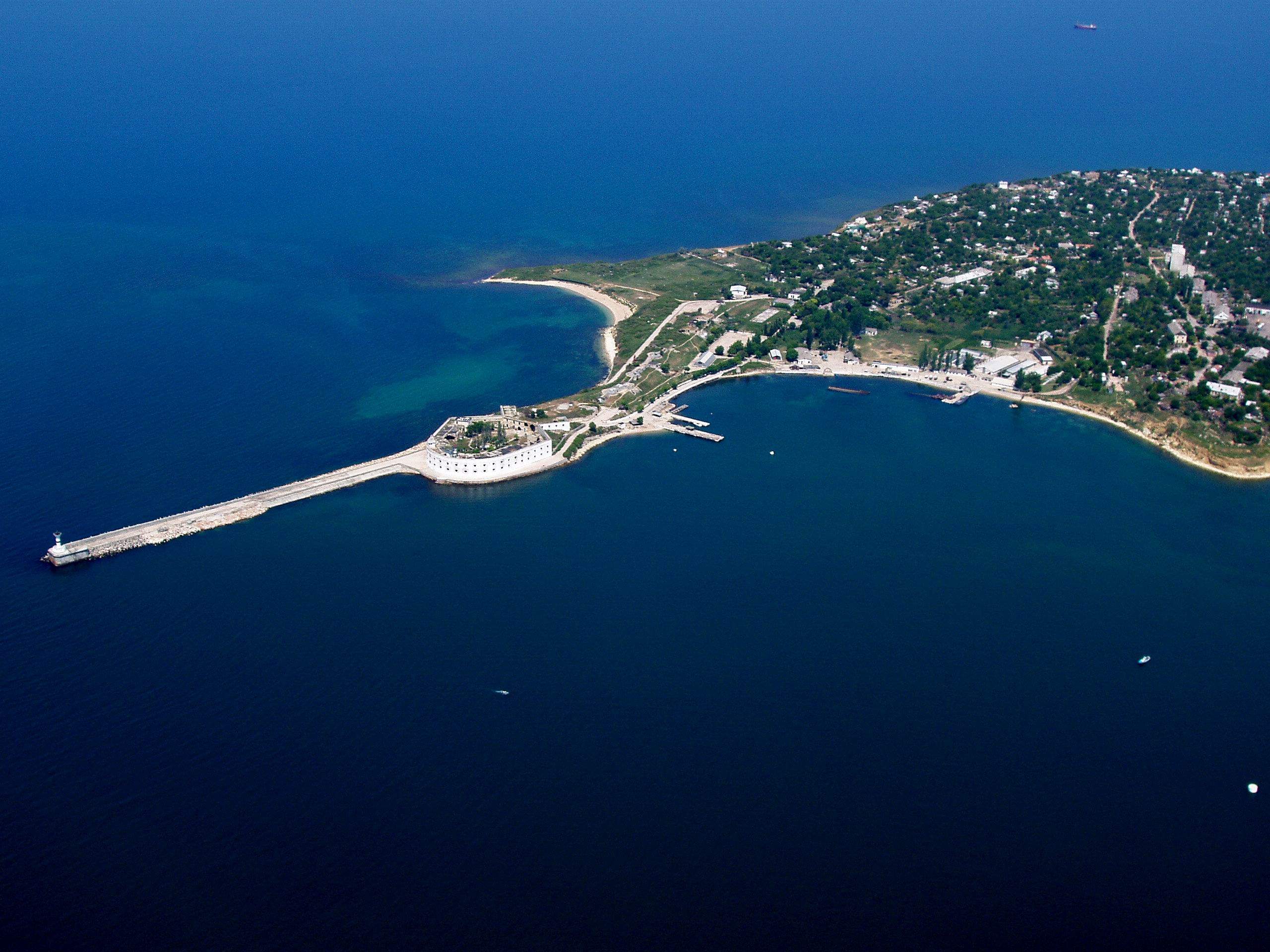
Константиновский равелин и мыс Радиогорка (крайний справа)

Ранее также назывался мысом Нахимовской батареи и Магдалиновкой. Первое название связано с местной береговой батареей, которая стала носить имя П. С. Нахимова после его смерти. До революции 1917 район мыса был известен развлекательными заведениями для матросов — отсюда второе название Магдалиновка.
В застройке по верхней части мыса проходит южная часть улицы Загородянского.